# Sindromul Alvarez
Sindromul Alvarez este un sindrom care se  manifestă clinic printr-o balonare accentuată nevrotică sau isterică a abdomenului fără vreo cauză clinică evidentă. Este numit și abdomen în acordeon (ventre en accordeon); balonare abdominală isterică nongazoasă; pseudoileu, pseudometeorismus (în latină), pseudotympanismus hystericus (în latină). A fost descoperit de medicul american Walter C. Alvarez la sfârșitul anilor 1940.
Sindromul lui Alvarez este foarte rar și se întâlnește de obicei la femei în vârsta de 25-32 ani. Acest sindrom clinic se caracterizează clinic printr-o mărire bruscă, accentuată și tranzitorie a volumului abdomenului de natură neurogenă în absența unei cauze evidente. Durata crizei este de la câteva minute până la câteva zile, de  obicei 2-3 ore; ele se pot repeta de 3-4 ori pe zi. Crizele pot surveni și în cursul nopții. Ele pot dura luni și ani. Volumul  abdomenului se poate mări de 2-3 ori și se poate aseamăna cu acela al unei gravide din luna a 9-a. Mărirea volumului abdomenului începe rapid și atinge maximum în 5 minute de la apariția primelor simptome. Aceste crize se produc brusc, fără semne premonitorii. Volumul abdomenului se micșorează în timpul somnului, anesteziei, blocării ganglionilor simpatici și a vomei. Mărirea volumului abdomenului este însoțită de disconfort, senzație de distensie abdominală, însă de obicei fără durere și meteorism. Uneori apar mialgii puternice care interesează întreaga musculatură subdiafragmatică. Din cauza contracturii musculare și a durerilor respective se produce uneori o cifoscolioză dorsală cu lordoză compensatorie.  Ulterior, se formează o anchiloză vertebrală; cifoza este ireversibilă și apar fenomene astmatiforme. Nu este observată o disfuncție intestinală. La percuția abdomenului se constată timpanism. Diagnosticul se pune pe baza simptomelor clinice, probei cu morfină (injectarea a 10 mg morfină face să dispară tulburările afecțiunii). Tratamentul constă din administrare de tranchilizante, estrogeni, gerovital, cărbune medicinal etc. Se consideră că cauzele măririi abdomenului sunt contracțiile spontane ale mușchilor spatelui, diafragmei și presei abdominale. Sindromul Alvarez apare în aerofagie, isterie și diabet zaharat complicat cu o vegetopatie diabetică.